# Curtains – Wahn ohne Ende
Curtains – Wahn ohne Ende (Curtains… The ultimate Nightmare) ist ein Horrorfilm des kanadischen Regisseurs Richard Ciupka aus dem Jahr 1983.

## Handlung
In Kürze beginnen die Dreharbeiten für den neuen Film des berühmten Regisseurs Jonathan Stryker. Für die Hauptrolle ist seine Lieblingsschauspielerin Samantha Sherwood vorgesehen. Damit sich Samantha in die Rolle der geisteskranken Audra hineinversetzen kann, soll sie einige Tage in einer Nervenheilanstalt verbringen. Durch einen vorgetäuschten Anfall wird Samantha dort eingeschleust und muss nun warten, bis Stryker sie wieder herausholt.
Dieser hat jedoch anderes im Sinn. Als er sieht, dass Samantha zu alt für die Rolle der Audra ist, lässt er sie in der Anstalt schmoren und lädt sich stattdessen sechs junge Mädchen in seine Villa in den Bergen ein. Doch als das erste Mädchen nicht zur Probe kommt, wird den anderen bereits unheimlich. Plötzlich taucht Samantha auf, welche aus der Anstalt geflohen ist und nun auch wieder für die Rolle vorsprechen will. Ist sie am Verschwinden des Mädchens schuld? Ein Schneesturm verhindert, dass jemand die Villa verlassen kann.
Als eines der Mädchen am nächsten Morgen auf einem zugefrorenen See Schlittschuh laufen will, findet sie im Schnee eine unheimliche Puppe mit schwarzen Augen. Lange hat sie nicht mehr zu leben, denn der Killer ist ihr bereits auf den Fersen und kommt mit Schlittschuhen und einer Sichel auf sie zu.
Während Samantha und Stryker eine Schlammschlacht in der Villa starten, bemerken die Mädchen, dass hier etwas nicht mit rechten Dingen zugehen kann. Als die Nacht hereinbricht, beginnt der Horror erst richtig. Stryker zwingt die Mädchen zum Sex und verspricht ihnen dafür die Rolle der Audra, während der Killer sich durch die gesamte Truppe metzelt. Eines der Mädchen flüchtet in eine Filmrequisitenhalle hinter dem Haus, kann jedoch dem Killer nicht entkommen.
Während eines Streits in der Küche zwischen Samantha und einem der Mädchen offenbart sich die furchtbare Wahrheit. Samantha erschoss Stryker, während das andere Mädchen eine nach der anderen ermordete.

## Kritik
„Spekulativer Psychothriller mit leicht durchschaubarer Handlung.“

„CURTAINS spielt recht intelligent mit Schein und Sein, bietet einige doppelte Böden, und eine Mordszene auf einem zugefrorenen See ist so spannend inszeniert, dass sie heute noch Gänsehaut verursacht.“

„Einige Szenen haben wirklich das Zeug zu Klassiker. So darf man sich beispielsweise auf eine Zeitlupenszene mit Sense auf einem zugefrorenen See freuen.“

## Wissenswertes
- Der Film spielte weltweit ca. 3.700.000 CAD ein.
- Die Produktion begann am 10. November 1980, wurde jedoch von vielen Problemen überschattet. Der Regisseur wurde gefeuert und durch einen anderen ersetzt, Schauspieler fielen aus und mussten ersetzt werden. Erst 1983 wurde der Film fertiggestellt und veröffentlicht.
- Der Film wurde in Muskoka, Ontario und Toronto, Ontario gedreht.
- Ursprünglich war Céline Lomez für die Rolle der Brooke Parsons gedacht, wurde aber schon kurz nach Drehbeginn durch Linda Thorson ersetzt.
- Lesleh Donaldson wurde für einen Monat auf eine Eiskunstlaufschule geschickt, um ihre Szene auf dem See zu drehen. Kollegin Anne Ditchburn sollte ihr bei ihrer Choreografie helfen. Als die Dreharbeiten beginnen sollten und sie den ersten Schritt aufs Eis machte, fiel sie hin und verletzte sich die Lippen. So musste ein Double eingesetzt werden.
- Ursprünglich war geplant, auch Matthews Tod auf dem Schneemobil zu zeigen. Die Szene wurde aber herausgeschnitten und so sind es die toten Körper von John Vernon und Linda Thorson, die gegen die Fensterscheibe krachen.
- Michael Wincott und Anne Ditchburn hatten ursprünglich mehr Dialog. Diese Szenen wurden jedoch ebenfalls herausgekürzt.
- Es gibt ein alternatives Ende, in dem Lynne Griffin auf der Bühne umgeben von allen Leichen steht.